# Tom Cole
Tom Cole, född 28 april 1949 i Shreveport, Louisiana, är en amerikansk politiker (republikan). Han är ledamot av USA:s representanthus för en valkrets i Oklahoma. Under mandatperioden 2004-2006 ende indian (chickasaw) i den amerikanska kongressen. Cole var professor i historia innan han blev politiker. Han är metodist. År 2022 blev Cole den ursprungsamerikanen som suttit längst i kongressens historia.